# Виксна (село)
Виксна (латыш. Vīksna) — населённый пункт в Балвском крае Латвии. Административный центр Викснинской волости. Расстояние до города Балви составляет около 14 км. По данным на 2007 год, в населённом пункте проживало 238 человек.

## История
С 1945 по 1965 год село носило название было Николаева. В советское время населённый пункт был центром Виксненского сельсовета Балвского района. В селе располагался совхоз «Лиесма». Через село проходила железнодорожная линия Гулбене — Пыталово со станцией Виксна (ныне разобрана).
В селе находится деревянный Свято-Владимирский храм, построенный в 1916 году.